# Мурманский морской биологический институт
Мурманский морской биологический институт (ММБИ) — одно из старейших учреждений Российской академии наук в Мурманской области. Исторически входил в Кольский научный центр РАН. Институт занимается исследованием биологии и океанологии северных морей.
В 1996 году с целью расширения сравнительных исследований морских и эстуарных экосистем Мурманским морским биологическим институтом начаты комплексные исследования экосистем Азовского моря, а в 1999 году в Ростове-на-Дону открыт отдел океанографии и биологии южных морей, преобразованный в 2001 году в Азовский филиал ММБИ КНЦ РАН. В настоящее время в составе Азовского филиала ММБИ работает лаборатория океанографии и биологии южных морей.
На Баренцевом море институт имеет три научных судна: «Помор», «Дальние Зеленцы», «Профессор Панов».
Основная цель ММБИ — выполнение фундаментальных научных  исследований и прикладных разработок в области морской биологии, экологии, океанографии и геологии моря.

## История
|  |
|  |

История морских биологических исследований в северных морях России ведет своё начало со второй половины XIX столетия, когда в 1881 году по инициативе Санкт-Петербургского общества естествоиспытателей на Соловецких островах Белого моря была организована самая северная в то время морская биологическая станция — Соловецкая биологическая станция.
В 1889 г. биостанцию переводят ближе к Арктике, в порт Александровск (ныне г. Полярный) Екатерининской гавани Кольского залива. В 1903—1904 годах были начаты планомерные работы по обследованию Кольского залива, хотя официальная церемония открытия Мурманской биологической станции состоялась лишь летом 1904 года. 
Станция была В 1929 г. объединена вместе с Плавучим морским научным институтом (ПЛАВМОРНИН) в Государственный океанографический институт (ГОИН), став отделением последнего. В 1933 г. ряд сотрудников станции был арестован и станция закрыта. 
Часть сотрудников вместе с оборудованием были переведены в Мурманск, где на базе ГОИН создавался новый Полярный институт морского рыбного хозяйства и океанографии (ПИНРО).                               
В 1935 году Совнарком СССР принимает решение о создании новой станции Академии наук СССР в Дальнезеленецкой губе, ставшей непосредственной предшественницей ММБИ. Директором Станции был назначен академик С. А. Зернов. В 1938 году станция была включена в состав Зоологического института АН СССР, а в 1943 году вновь восстановлена как самостоятельное учреждение Отделения биологических наук АН СССР. Станция последовательно расширяла географию комплексных исследований, начиная от Дальнезеленецкой губы до Исландии на западе и до моря Лаптевых на востоке. 
- В 1953 году станция включена в состав Кольского филиала АН СССР. Началась работа по организации на базе биостанции нового Мурманского морского биологического института. Важнейшая роль в создании нового института принадлежит профессору М. М. Камшилову
- В 1958 году Мурманская биологическая станция реорганизована в Мурманский морской биологический институт на основании постановления Президиума АН СССР от 18 апреля 1958 года. Первым директором нового института стал М. М. Камшилов, который был директором ММБИ до 1963 года включительно. Увеличилась численность сотрудников, флот пополнился новыми научными судами, была создана морская аквариальная с проточной водой, исследования приобрели комплексный, экосистемный характер.

Затем директорами института были д.б.н. Ю. И. Галкин (с 1964 по 1972 гг.), профессор И. Б. Токин (1972 по 1980 гг.) и д.г.н., академик РАН Г. Г. Матишов (с 1981 по 2018 гг.).
- В 1989 году Институт переводится в г. Мурманск [8][9].

В 1999 году была открыта Североморская биостанция в Кольском заливе.
В 1984—1992 годах на базе института проводились исследования биотехнических систем с использованием морских млекопитающих для задач ВМФ. Ученые совместно со специалистами Северного флота решали задачи по эффективному противодействию подводным диверсантам, поиску затонувших объектов, спасению людей, терпящих бедствие в океанской воде. В зависимости от специализации животных были отработаны практические навыки: обнаружение и маркировка на мелководье металлических предметов, передвижение в свободном режиме за быстроходным катером тренера, срыв с аквалангиста дыхательного аппарата и транспортировка его к берегу.
В 1994 году были начаты комплексные исследования ММБИ на архипелаге Шпицберген с использованием базы КНЦ РАН в поселке Баренцбург. 
В 2001 году Академией наук начаты работы по восстановлению полноценной научной базы на архипелаге Шпицберген, в которых институт принял самое активное участие. 
В 2004 году институт развернул экспериментальные работы в области арктической марикультуры, а также исследования биологии и экологии камчатского краба.
Экспериментальный акваполигон на м. Тоня (южнее г. Полярный) является стационарной базой ММБИ для проведения круглогодичных исследований морских животных.
В 2009 году ММБИ организовал Центр дистанционного экосистемного мониторинга Баренцева моря. На начальном этапе в сеть мониторинга входят 2 пункта сбора данных:
- губа Зеленецкая в районе биологической станции института в посёлке Дальние Зеленцы
- северное колено Кольского залива в районе акваполигона ММБИ на мысе Тоня.

В 2012 году завершено оборудование собственной Шпицбергенской биогеостанции ММБИ, официальное открытие которой состоялось 1 апреля 2012 года. На открытии присутствовали представители Кольского научного центра, Полярного геофизического института КНЦ РАН, зональной гидрометеорологической обсерватории «Баренцбург», Свальбардского международного университета (г. Лонгийр, Норвегия). Биогеостанция расположена на окраине поселка Баренцбург в 500 метрах от мыса Финносет.

### Структура
В структуру Института на сегодняшний день входят несколько научных стационаров:
1. Сезонная биологическая станция в пос. Дальние Зеленцы
2. Акваполигон на мысе Тоня и в Сайда Губе Кольского залива:
Здесь исследуются особенности питания и поведения, разрабатываются методы профилактики, диагностики и лечения заболеваний животных, ведется работа по обучению морских млекопитающих с целью использования их в поисково-спасательных и подводно-технических работах в море.
3. Биостанции на архипелагах Земля Франца-Иосифа и Шпицберген:
Основными направлениями научной деятельности на Шпицбергене являются:
- получение сравнительных данных о биоразнообразии флоры и фауны, морских экосистем на северном участке западной ветви Гольфстрима;
- разработка модели процессов влияния талых пресных вод на морскую экосистему в ледниковых бухтах разного типа Западного Шпицбергена;
- мониторинг эволюции арктических экосистем и других явлений природы[10].

## География исследований
ММБИ проводит экспедиционные исследования круглый год на своих научных судах, а также на судах других организаций. Институт ежегодно проводит комплексные морские и береговые экспедиции в различные районы Баренцева, Белого, Гренландского, Норвежского, Северного, Карского, Восточно-Сибирского морей, моря Лаптевых.
Исследования проводятся также в зимне-весенних рейсах по трассе Севморпути, и в Балтийском, Азовском и Чёрном морях.
История морских экспедиционных исследований ММБИ в Арктике неразрывно связана с научно-исследовательским судном «Дальние Зеленцы», прошедшем в своем первом рейсе в 1979 году из Владивостока в пос. Дальние Зеленцы через Тихий и Индийский океаны, Красное море, Суэцкий канал, Средиземное море и Атлантический океан. 
В 2014 году комплексная экспедиция на борту НИС «Дальние Зеленцы» провела полномасштабные исследования акваторий шельфовых морей России: Карского, моря Лаптевых и Восточно-Сибирского.